# Sárközi Gabóca Kézműveskör
A Sárközi Gabóca Kézműveskör egy 2004-ben, Őcsényben alakult, Sárközi népművészettel foglalkozó egyesület.

## Célja
A kézműveskör célja a Sárközben élő népművészet, népi hagyomány felkutatása, felelevenítése, gyakorlati oktatása az ott élő népművészet iránt érdeklődő gyerekeknek és felnőtteknek, valamint a Sárköz tájegységben fellelhető hímzések, csipkeverés, rostkötés, gyöngyfűzés, buba és népviseleti ruhák készítése, szövés, régi minták felkutatása, gyűjtése, évenként kiállításon való bemutatása, régi énekek, szokások gyűjtése, rögzítése, továbbadása. A régi minták megismerésében együttműködtek a szekszárdi Wosinsky Mór Megyei Múzeummal, akik bemutatták nekik a budapesti Néprajzi Múzeum tulajdonában levő, 19. században begyűjtött és mára elfeledett ingek, jegykendők hímzéseit, motívumait.

## Története
A Sárközi Gabóca Kézműveskör  2004-ben alakult meg, de szakkör formájában már működött az Általános Művelődési Központ keretein belül, az 1990-es években. A kézműveskör a nevét a Sárköz jellegzetes, speciális csipkedíszítéséről, a sárközi gabócának nevezett vert csipkéről kapta, amely a bő ingek váll és nyakrészének díszítésére, valamint lepedők, terítők, stb. darabjainak összedolgozására szolgált, valamint a „halálravaló lepedőt” (halotti lepelt) díszítették.
Évente 1-2 kiállítást tartanak az elkészített képzőművészeti termékekből. A kezdeti időben az akkori tagoknak Magyar Pálné Török Erzsébet segített 1993-ban a főkötő hímzés, jegykendő hímzés mintáinak lerajzolásában, alapöltéseinek elsajátításában mintakendőn. A rendszeres műhelymunka Hammerné Görög Éva szervezésében a 2000-es években kezdődött el, amikortól a különböző kézimunkák készítésével foglalkozott a csoport (gobelin, csipkeverés, fekete-fehér hímzés, horgolás, kötés, gyöngyfűzés).
2001-ben már meghívást kapott a csoport Taliándörögdre, a Művészetek Völgyébe, a sárközi népművészet bemutatására. Ugyanezen év tavaszán kiállítást szerveztek Őcsényben az elkészült munkákból, ősszel pedig a nyíregyházi galéria kiállításán képviselhették Sárközt a tagok. 2002-től Dr. Apáti Imréné segítette a csoportot a sárközi színes hímzések készítésében. 2002. október 5-én a csoport meghívást kapott a délvidéki Óbecsére, ahol a vendéglátók a helyi Szendrey Júlia csoporttal közös kiállítást szerveztek, amelyet 2003-ban Őcsényben megismételtek. 2003-ban a kézműveskör tagjai képviselhették Őcsényt a decsi Faluházban, a „Sárköz méltó a világörökségre” rendezvényen. 2003 nyarán a tokaji nemzetközi kiállításra kaptak meghívást. 2003-tól vesznek részt a Szekszárdi Szüreti Fesztivál rendezvényein és a Szent László napon, képviselve a sárközi hímző- és csipkeművészetet. 2004 novemberében alakult át az őcsényi csoport egyesületté „Sárközi Gabóca Kézműveskör” néven. 2005 óta hagyományt teremtettek: a húsvéti ünnepkörhöz kapcsolódóan a csoport által készített anyagokat kiállításon mutatják be. Minden évben hívnak vendég kiállítót is, hogy a sárközi emberek párhuzamosan megismerjék más tájak hagyományait is.
2020-tól, fennállásuk 15. évfordulója alkalmából az őcsényi polgármesteri hivatal házasságkötő termében állandó kiállításuk nyílt meg.
Az egyesület elnöke hosszú éveken át Szűcs Sándorné volt, akit 2020-tól Heronyányi Józsefné váltott. Az egyesület tiszteletbeli elnöke Hammerné Görög Éva, tázlári népi iparművész, aki a csipkeveréssel, fekete-fehér hímzéssel, gépi hímzéssel, sárközi színes hímzéssel foglalkozik.

## Tevékenységük
A tagok évente egy alkalommal tanulmányúton vesznek részt, ahol más tájegységek hagyományaival ismerkednek meg. Gyűjtéseik folyamatosak, mintatárukat bővítik. A kézimunkakör tagjai számára fontos a  fejlődés és a megmérettetés is, ezért munkáikat szívesen zsűriztetik. Tagjaik közül van, aki már népi iparművész (Hammerné Görög Éva) vagy a népművészet ifjú mestere (Glöcknerné Szűcs Adél), aki bíborvégmintás terítőket készít, csipkét ver, gyöngyöt fűz és babát készít. A sárközi hagyományok ápolása mellett fontosnak tartják azok fennmaradását, ezért foglalkozásaik nyitottak, minden érdeklődőt szeretettel látnak heti rendszerességgel, szeptembertől júniusig. Vállalnak tanítást is: több jelentkező volt a környező falvakból rostkötésre, és az utóbbi évekig a helyi általános iskolából is volt néhány csipkeveréssel és hímzéssel próbálkozó diák.
A helyi kézműveshagyományok hosszú távú fennmaradását szolgálják azzal is, hogy a község katolikus és református templomaiba sárközi színes hímzéssel készítettek garnitúrát, önkéntes felajánlásként. Néhány éve a Sárközi Gabóca Kézműveskör tagjai készítik a helyi általános iskola végzős tanuló számára ballagási tarisznyákat. A diákok szívesen válogatnak a szebbnél szebb sárközi színes hímzéssel készített mintadarabok közül.